# Lovceanți, Dobrici
Lovceanți (în bulgară Ловчанци, în română Carasular) este un sat în comuna Dobricika, regiunea Dobrici, Dobrogea de Sud, Bulgaria. 
Între anii 1913-1940 a făcut parte din plasa Ezibei a județului Caliacra, România.

## Demografie
Componența etnică a satului Lovceanți
     Bulgari (40,3%)
     Romi (14,6%)
     Turci (5,79%)
     Nicio identificare (39,29%)
La recensământul din 2011, populația satului Lovceanți era de 794 locuitori. Nu există o etnie majoritară, locuitorii fiind bulgari (40,3%), romi (14,6%) și turci (5,79%). Pentru 39,29% din locuitori nu este cunoscută apartenența etnică.